# Na krawędzi (film 1993)
Na krawędzi (ang. Cliffhanger) – amerykańsko-francusko-włoski film fabularny z 1993 roku w reżyserii Renny’ego Harlina.

## Fabuła
Gabe grany przez Sylvestra Stallone jest górskim ratownikiem, który po wypadku w akcji, w którym ginie dziewczyna jego przyjaciela, rezygnuje z pracy. Po kilku miesiącach, po katastrofie samolotu w górach jest potrzebny do akcji ratunkowej. Wpada w tarapaty, kiedy okazuje się, że rozbitkowie to grupa morderców i złodziei, którzy aby odnaleźć zaginione 100 mln dolarów skradzione rządowi USA, potrzebują przewodnika. Wiele osób ginie. Główny bohater imponuje sprytem, inteligencją i pomysłowością oraz znajomością gór.
Większość zdjęć była kręcona we włoskich Dolomitach, w okolicach Cortina d’Ampezzo.

## Obsada
- Sylvester Stallone jako Gabriel „Gabe” Walker
- John Lithgow jako Eric Qualen
- Janine Turner jako Jessie Deighan
- Michael Rooker jako Hal Tucker
- Rex Linn jako Richard Travers
- Caroline Goodall jako Kristel
- Leon Robinson jako Kynette
- Craig Fairbrass jako Delmar
- Gregory Scott Cummins jako Ryan
- Denis Forest jako Heldon
- Michelle Joyner jako Sarah
- Paul Winfield jako Walter Wright
- Ralph Waite jako Frank
- Max Perlich jako Evan
- Trey Brownell jako Brett

## Informacje dodatkowe
- Film otrzymał cztery Złote Maliny podczas 14. rozdania tych „nagród” (najgorszy film, najgorszy aktor drugoplanowy, najgorsza aktorka drugoplanowa i najgorszy scenariusz).
- Pomysł z katastrofą samolotu przewożącego cenny i nielegalny ładunek, oparty jest luźno na faktach. W 1977 w górach w Parku Narodowym Yosemite w Stanach Zjednoczonych rozbił się samolot szmuglujący marihuanę. Część ładunku została przejęta przez obozujących w pobliżu wspinaczy[1][2].